# Badagalapura, Chamarajanagar
Badagalapura là một làng thuộc tehsil Chamarajanagar, huyện Chamarajanagar, bang Karnataka, Ấn Độ.